# Villa Rigoni Savioli
Villa Rigoni Savioli è una villa veneta costruita nella seconda metà del XVI secolo e situata ad Abano Terme, in provincia di Padova.

## Descrizione
La facciata è a quattro semicolonne di ordine ionico, che sorreggono un grande frontone; la scalinata, con ai lati due statue di pietra vicentina di Costozza, come quelle presenti sui tre cancelli, introduce nel salone centrale del piano nobile. Al piano terreno trova posto la cantina, con volte a vela, e altri ambienti di servizio.
Il salone delle feste occupava un tempo la parte centrale su due piani, mentre dopo la rivoluzione francese venne diviso a metà lasciando intatta la parte superiore, mentre la parte inferiore fu divisa in cinque ambienti.
La villa è circondata da un giardino e comprende tre broli e barchesse. Nel brolo posteriore si trova un pozzo di acqua termale, danneggiato durante l'ultima guerra, ed una torre colombara. Vi si trova inoltre una cappella tuttora consacrata.
All'interno molte stanze sono state affrescate da Gian Battista Zelotti, allievo del Veronese. Gli affreschi raffigurano scene bibliche (David e Golia, Mosè) o epiche e cavalleresche (Angelica e Rinaldo), o allegoriche (l'Invidia, la Fortezza), o mitologiche (caduta di Fetonte). I dipinti sono inseriti in una decorazione a stucchi e figure monocrome. Un affresco raffigura un Paggio che si affaccia alla porta nell'atto di offrire un mazzo di fiori.
È presente un camino in scagliola e marmo e l'affresco del.
La pavimentazione è palladiana originale veneziana a gettata unica.
All'interno della villa si trova un archivio documentale della zona.

## Storia
Villa Rigoni Savioli nasce come Villa Moro Malipiero commissionata dallo stesso nel 1557, durante la prima guerra mondiale fu sede del Comando Generale d'Artiglieria del Comando supremo militare italiano del generale Armando Diaz vi è una targa in pietra che ricorda l'evento su di uno dei cancelli principali della villa.

## Ospiti Illustri

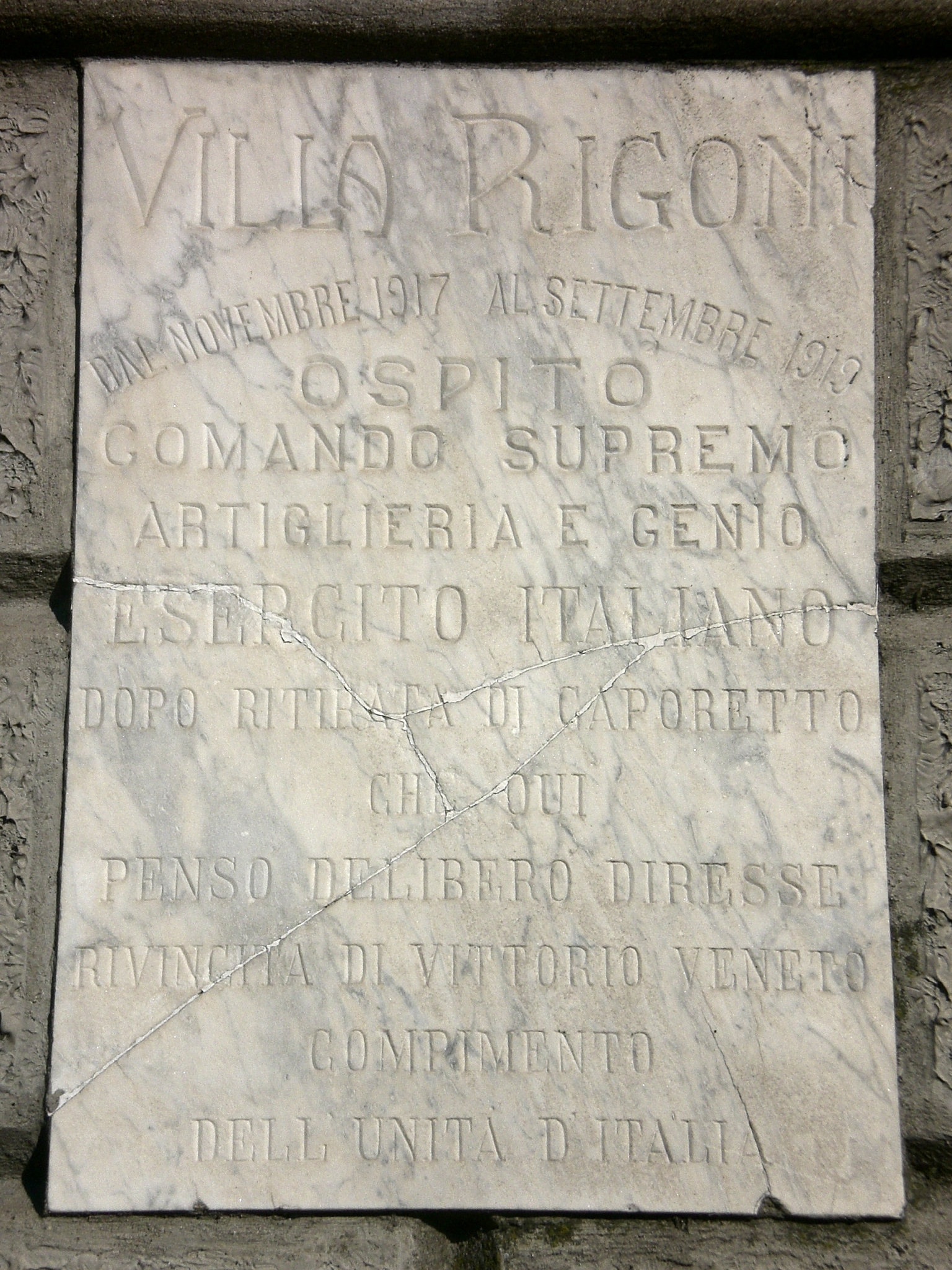
Lapide Commemorativa Comando Supremo

- Il famoso economista Luigi Luzzatti
- Lo scrittore Giovanni Comisso
- Diego Valeri
- Andrea Zanzotto
- Il famoso pianista Cesare Pollini
- Lo scrittore Mario Rigoni Stern
- Il Maestro Massimo Scattolin
- Tristan Tzara uno dei fondatori del dadaismo
- Il pittore e incisore Tono Zancanaro
- Armando Pizzinato
- De Chirico
- Dario Fo
- Franca Rame
- Giuseppe Pambieri
- Lia Tanzi
- Ernesto Calindri
- Nando Gazzolo
- Paolo Ferrari
- Delia Scala
- Carola Stagnaro

### Regesto

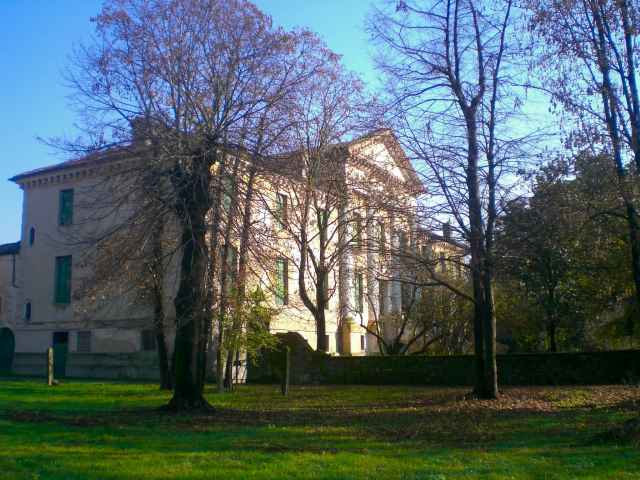
Veduta

- 1566 Nicolò MALIPIERO fu Zanantonio: casa con cortivo e brolo per uso di casa.
- 1582 Stesso nome. Abano: casa con cortivo e brolo per uso. Carrara: casa con cortivo e brolo.
- 1626 Marina Loredan reliffa e commissaria di Zuane Malipiero fu Nicolò Zanantonio: casa con cortivo e brolo.
- 1661 Betta Malipiero rei. Francesco Contarini: casa domenicale con cortivo e brolo e campi 274.
- 1681 Per Zuane Santo MALIPIERO MORO fu Zuane a Zuane Contarini fu Piero: beni tratti dalla condizione di Donna Beffa Malipiero rei. Francesco Contarini: casa domenicale con brolo e orto e campi 152 e altre proprietà minori.
- 1711 Zuane Giulio Malipiero Moro qd Santo, beni pervenuti per testamento di Zuane Malipiero: casa domenicale con brolo e orti e campi 209.
- 1740 Zuane 1º Malipiero Moro fu Bortolo: casa domenicale con cortivo, orto e brolo per mia abitazion e campi 205. Giovanni e fratelli Moro: casa domenicale con campi arativi e prativi.
- 1797 Domenica Callegari tutrice e governatrice di Zuane 1º Moro mentecatto e figli pupilli e di lui nipoti: palazzo domenicale per uso e campi 192 di cui 22 davanti e di dietro il palazzo.
- 1809 Giovanni 1º Bartolomio Moro Malipiero fu Giovanni 1º interdetto sotto la tutela di Domenica Callegari ved. Moro: palazzo domenicale e campi 301
- 1809 Catasto Napoleonico. Giovanni Bartolomio Moro
- 1818 Moro Malipiero Barre' De Chabans Cecilia Elis Moro malipiero gio. Alessandro Barchessa
- 1830 Moro Malipiero Gio. Alessandro Fabbricato per azienda rurale, Moro Malipiero Cecilia Elisabetta Fabbricato per azienda rurale.
- 1845 Moro Malipiero Gio. Alessandro Fabbricato per azienda rurale

NOTA: l'oratorio fu ricostruito nel 1754 - Curia Vescovile - Registro "Diversorum" di detto anno.

## Descrizione

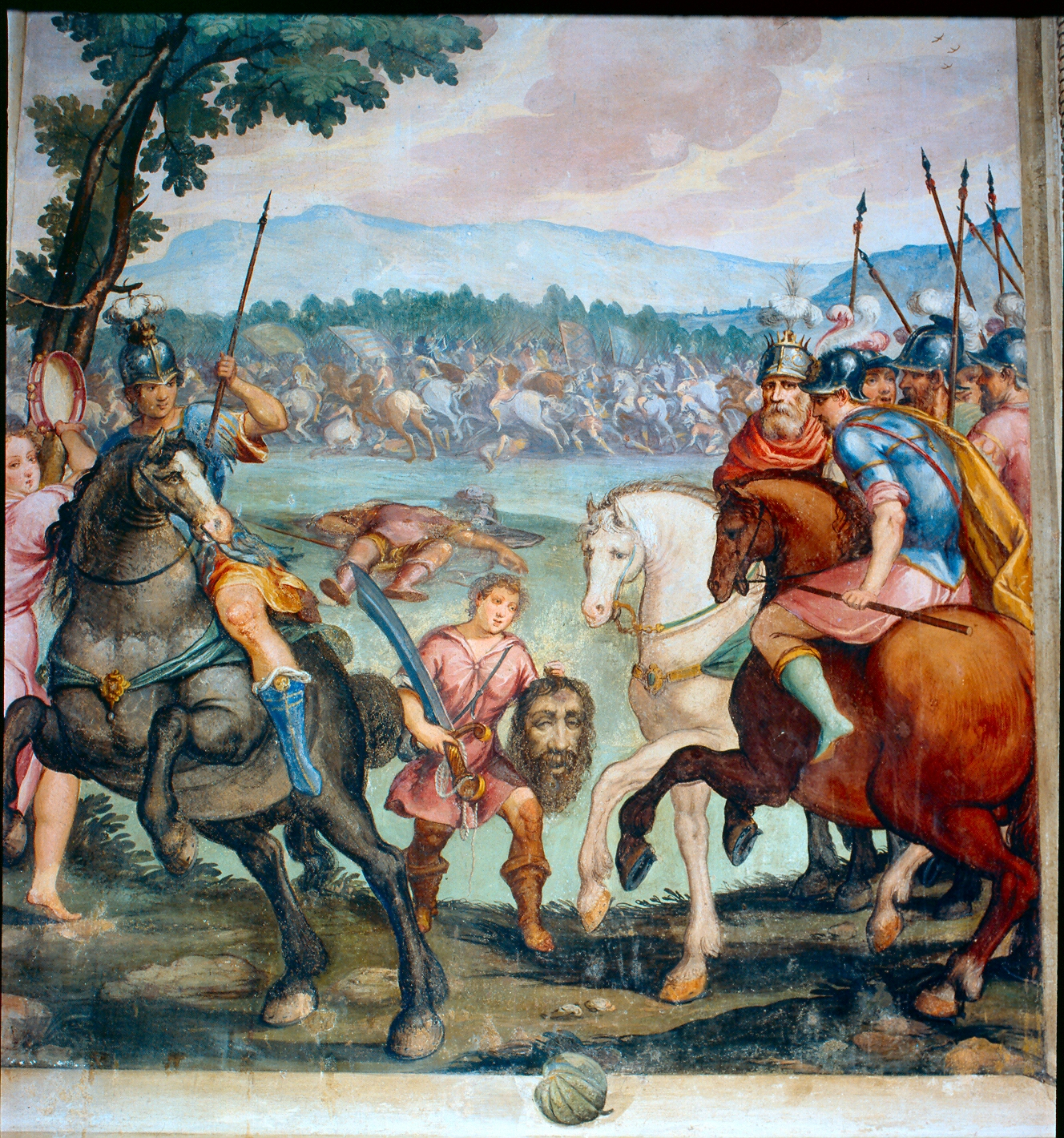
Affresco rappresentante Davide e Golia

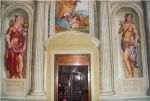
Affreschi Gian Battista Zelotti

Villa Moro Malipiero, oggi proprietà della famiglia Rigoni Savioli, è stata costruita nella seconda metà del Cinquecento e si richiama nello stile a motivi palladiani.
Un tempo aveva un alto timpano che dava all'insieme un tono di nobiltà, e delle adiacenze di notevole interesse, ora in parte scomparse.
Un'ampia scalinata adorna di statue, conduce al portale d'accesso sormontato dallo stemma araldico.
Poggiate al muro di facciata, quattro semicolonne con capitello ionico si elevano per i due piani del corpo di fabbrica, completano la grandiosa facciata la classica trabeazione ed il frontone triangolare decorato con doppia fila di dentelli.
Le due ali laterali, che terminano con una cornice dentellata al di sotto della quota di trabeazione, si aprono con ampie finestre sulle sale affrescate dallo Gian Battista Zelotti.
Il retro della villa presenta le medesime semicolonne poggiate alla facciata, a ripetere il prospetto principale.
Tra la seconda metà del Settecento e i primi decenni dell'Ottocento vengono operati alcuni interventi rilevanti: il grande volume centrale della villa viene diviso in due piani inserendo un solaio e successivamente, per motivi statici vengono costruiti due muri portanti al piano terra.
Le scuderie, che originariamente si trovavano alla sinistra del corpo, sono distrutte da un incendio e non più ricostruite, così come non è più esistente l'elegante cedrara che doveva trovarsi alla destra dell'edificio.
Anche il parco prospiciente la villa, a seguito degli interventi urbanistici del XX secolo, viene distrutto, rimanendo solo il giardino all'italiana ed il recinto collegato ai pilastri del cancello d'accesso.
Il complesso presenta altri importanti corpi di fabbrica, come la chiesetta, situata all'estremità della proprietà, affacciata a via Diaz, e la torre colombaia.
La prima rappresenta un pregevole esempio di sacello antico, dai connotati d'impianto ancora ben conservati, dispone di una facciata particolarmente ricercata, caratterizzata da quattro semicolonne ioniche che sorreggono una trabeazione e un frontone modanati. L'interno conserva un bel altare ornato da tre sculture a tuttotondo raffiguranti una Madonna con Bambino e due angeli.
La torre fornisce uno straordinario esemplare di colombaia-passeraia cinquecentesca ancora intatta.
È organizzata su cinque livelli: al piano terra presentava una grande apertura ad arco che consentiva di accedere dalla campagna al vano a volta, e all'altezza del quarto marcapiano si allarga con eleganti archetti pensili, concludendo con una merlatura alla ghibellina.

## Testimonianze

### Motti. Monografia manoscritta. 1822
«Rimpetto a quella nella strada che conduce a Padova nel Comun di San Lorenzo vi è il sontuoso Palazzo della Nobil Famiglia Malipiero Moro di Venezia, disegno e opera dell'insegne Palladio. È adornato nella facciata di scalinata e colonnami a Mezzogiorno. Nell'interno vi è una magnifica sala con sua ringhiera che la circonda. Si veggono abbelite le stanze con pitture a fresco rappresentanti le Principali Virtù, e i fatti dell'Antico Testamento. E adornato di Giardino, Cedrara, Ortaglia, Peschiera, Colombaja il tutto tenuto in buonissimo ordine. Ha due gran brolli l'uno a Mezzogiorno, e l'altro murato intorno a Tramontana, avendo questo la graziosa veduta de Monti Euganei, con un sontuosissimo oratorio.»
«Danese. In visita ai nostri Oratorii sta in "La Campana di San Lorenzo". 1982»
«L'oratorio del Patrocinio della Vergine. Durante la visita di San Gregorio Barbarigo nel settembre del 1680, il vescovo fu ospitato nel palazzo palladiano dei Moro-Malipiero. L'oratorio è degno della grande lode latina del segretario della visita pastorale: palatium praeclarum et magnificum. Allora si sapeva scrivere in latino, e quindi il cancelliere scriveva con eleganza palatium quasi per dire: dimora o corte degli imperatori romani...»

### Prof. Aldo Barcaro. Articolo pubblicato suIl Montirone.
«Anno XVIII n°2. giugno 1980. VILLA MALIPIERO ora RIGONI SAVIOLI.
Lasciato il vecchio centro di Abano e muovendo verso Padova - via Mandria, appare alta e possente la palladiana villa Malipiero ora Rigoni Savioli. La costruzione della villa risale alla seconda metà del Cinquecento ed è una delle più antiche della nostra zona. La facciata è a quattro grandi semicolonne di ordine ionico, che sorreggono un grande frontone; la scalinata, con ai lati due statue di pietra di Costozza, come quelle sui cancelli, introduce nel salone centrale, su piano rialzato, sopra il seminterrato adibito ai servizi.
Un tempo il salone occupava tutta la parte centrale, ma, dopo la Rivoluzione Francese, venne diviso al centro e alla metà.
Unite al corpo centrale c'erano le così dette adiacenze: a sinistra si trovava la scuderia andata distrutta per un incendio e non più ricostruita; a destra la cedraia. L'interno è meravigliosamente conservato e custodito con attenzione, scrupolismo, intelligenza e amore dal prof. Pier Paolo e dalla sua gentile consorte signora Francesca.
Questi proprietari dal 1960 dettero inizio a sostanziali lavori di restauro e di ripulitura dei dipinti dell'assai fecondo Zelotti, che, ora, si possono ammirare in tutta la loro esuberante cromaticità. Gli affreschi rievocano scene bibliche, come David e Golia, epiche cavalleresche, come Angelica e Rinaldo, simboliche, come la Fortezza, mitologiche, come la caduta di Fetonte e paesaggi fantastici. Il tutto è racchiuso in stucchi e figure monocrome.
Non sono mancati nuovi felici scoprimenti pittorici, la cui datazione è in corso. Molto bello un camino in scagliola e marmo e così dicasi di quel paggio che offre dei fiori e delle 12 incisioni di Andrea Brustolon di fine Settecento, raffiguranti le 12 feste del doge su disegni del Canaletto.»